# الأثر الاجتماعي والاقتصادي على تعليم الإناث
يشكل الأثر الاجتماعي والاقتصادي لتعليم الإناث مجال بحث مهم في التنمية الدولية،  ويعود ازدهار تعليم الإناث في المناطق لمواكبة مستويات التنمية العالية، وترتبط بعض الآثار بـالتنمية الاقتصادية، حيث يزيد تعليم النساء من دخلهن ويؤدي إلى نمو في الناتج المحلي الإجمالي، وهنالك آثار أخرى مرتبطة بالتنمية الاجتماعية، فلتعليم البنات عدد من الفوائد الاجتماعية تشمل تلك المتعلقة بتمكين المرأة. 

## البحث
أكدت الأبحاث الحديثة في مجال التنمية البشرية وجود صلة قوية بين تعليم المرأة والتنمية الدولية. التنمية الدولية هي نظام أكاديمي معني بالتقدم الاجتماعي والاقتصادي في المناطق الفقيرة، ويسعى الباحثون -على وجه الخصوص- لتحديد العوامل التي تفسر الاختلافات في معدلات التنمية، وتعليم المرأة هو أحد المتغيرات التفسيرية الرئيسية وراء معدلات التنمية الاجتماعية والاقتصادية، حيث ثبت وجود علاقة إيجابية مع كليهما. ووفقا للاقتصادي البارز لورانس سامرز، فإن «الاستثمار في تعليم البنات قد يكون أعلى عائد استثماري متاح في العالم النامي»  وإنهاء التفاوت بين الجنسين هو أيضا أحد أهداف الأمم المتحدة للتنمية الألفية.

### القياس
هناك طرق عدة يستخدمها الباحثون لقياس تأثيرات تعليم المرأة على التنمية، وعادة تركز الدراسات على الفجوة بين الجنسين والاختلاف في مستويات التعليم للبنين والبنات وليس فقط مستوى تعليم المرأة، وهذا يساعد على تمييز آثار تعليم المرأة من فوائد التعليم بشكل عام، ولوحظ بأن بعض الدراسات -خاصة القديمة- تقوم فقط بالنظر إلى مجموع مستويات تعليم المرأة، وإحدى طرق قياس مستويات التعليم هي النظر إلى النسبة المئوية للخريجين لكلا الجنسين من كل مرحلة من مراحل الدراسة، وهناك طريقة أخرى مشابهة وأكثر دقة وهي النظر إلى العدد المتوسط لسنوات الدراسة التي تلقاها كل عضو من كل جنس، والطريقة الثالثة تستخدم معدلات معرفة القراءة والكتابة لكل جنس، لكون معرفة القراءة والكتابة أحد أقدم وأهم أهداف التعليم، وهذا يقدم لنا لمحة ليس فقط حول كمية التعليم المتلقاة آنذاك ولكن أيضا حول مدى فعاليته.
الطريقة الأكثر شيوعا لقياس التنمية الاقتصادية هي النظر إلى التغيرات في نمو الناتج المحلي الإجمالي، ولضمان بقاء الاتصال يتم تحليل الارتباطات بين بلدان مختلفة على مدى فترات زمنية مختلفة، وعادة تكون النتيجة المعطاة هي أثر ثابت ومتوسط نسبيا على الرغم من إمكانية قياس الاختلاف مع مرور الوقت، ويمكن أيضا تحليل فوائد التعليم للفرد، ويتم ذلك من خلال إيجاد تكلفة التعليم أولا ومقدار الدخل الذي كان من الممكن جنيه خلال سنوات الالتحاق بالمدرسة، والفرق بين مجموع هاتين الكميتين ومجموع الزيادة في الدخل هو بسبب أن التعليم هو العائد الصافي.

## الآثار على التنمية الإقتصادية
يستفيد كل من الأفراد والدول من تعليم المرأة، فالأفراد الذين يستثمرون في التعليم يحصدون مكاسب مالية صافية مدى الحياة، ووفقا لهاري باترينوس، اقتصادي بارز في التعليم في البنك العالمي، أن «ربحية التعليم مؤكدة وشاملة وعالمية، وفقا لتقديرات معدل العائد الخاص.» وينطبق هذا المبدأ خاصة على النساء اللاتي يتوقع منهن تحقيق عائد بنسبة 1.2٪ أعلى من الرجال في الموارد التي تستثمر في التعليم، وبتوفير سنة إضافية من التعليم للفتيات تزيد أجورهن بنسبة 10-20٪، وتقدر هذه الزيادة ب 5٪ عوائد المقابلة عند توفير سنة تعليم اضافية للفتى.
وهذا المكسب النقدي الفردي يمنح زيادة في الإنتاجية الاقتصادية العامة للدولة.
يعد دور الفتيات في التعليم غير بارز، وهذا يعني أن الاستثمارات التي تهدف على وجه التحديد إلى تعليم النساء يجب أن تنتج أرباح أكبر. وعلى الرغم من أن الاستثمار في تعليم المرأة غير موجود في كل مكان، إلا أن ديفيد دولار وروبرتا غاتي قدما النتائج التي تظهر أن هذا القرار، وبالإضافة إلى المحاولات الفاشلة الأخرى للاستثمار في المرأة هي ليست «خيار اقتصادي كافي للبلدان النامية»، وأن «البلدان قليلة الإستثمار تنمو بشكل بطيء.» وبالنظر بشكل كلي في تكلفة الفرصة البديلة لعدم الاستثمار في الفتيات، يكون مجموع نمو الناتج المحلي الإجمالي المفقود بين 1.2٪ و 1.5٪،  وعند النظر إلى مناطق مختلفة نجد بأن 0.4-0.9٪ من الفرق المقدر في نمو الناتج المحلي الإجمالي هو فقط بسبب الاختلافات في الفجوة بين الجنسين في مجال التعليم، وتأثير الفجوة التعليمية بين الجنسين هو أكثر وضوحا عندما تكون الدولة متوسطة الفقر، ويرتفع حافز الاستثمار في النساء مع تحرك الدولة للتخلص من الفقر المدقع.
بالإضافة إلى نمو الإجمالي الاقتصادي، فتعليم المرأة أيضا يزيد من الإنصاف في توزيع الثروة في المجتمع، وزيادة تعليم النساء مهم لتحقيق ذلك لأنه يستهدف الفقيرات وخاصة البائسات منهن، وهناك أيضا دليل يدل على أن انخفاض التفاوت بين الجنسين في التحصيل العلمي للدولة النامية يرتبط مع انخفاض التفاوت في الدخل العام للمجتمع.

## الآثار على التنمية الاجتماعية
يؤدي تعليم النساء إلى تنمية اجتماعية كبيرة، ومن أبرز الفوائد الاجتماعية انخفاض معدلات الإنجاب وتدني معدل وفيات الرضع، وانخفاض معدلات وفيات الأمهات، وسد الفجوة بين الجنسين في التعليم ويزيد أيضا من المساواة بين الجنسين، والذي يعتبر مهم كونه يضمن تساوي حقوق الأشخاص وفرصهم بغض النظر عن جنسهم، وتعليم النساء أيضا له فوائد إدراكية لهن، والقدرات الادراكية المحسنة تزيد من نوعية الحياة بالنسبة للمرأة ويؤدي أيضا إلى فوائد أخرى، وأحد الأمثلة على ذلك هو حقيقة أن النساء المتعلمات هن أكثر قدرة على اتخاذ القرارات المتعلقة بصحتهن وبصحة أطفالهن، وتترجم القدرات الإدراكية أيضا إلى زيادة المشاركة السياسية بين النساء، والنساء المتعلمات هن أكثر عرضة للانخراط في المشاركة المدنية وحضور الاجتماعات السياسية، وهناك حالات عدة لنساء متعلمات في العالم النامي كن قادرات على تأمين الفوائد لأنفسهن من خلال الحركات السياسية، وتشير الأدلة أيضا إلى زيادة احتمال الحكم الديمقراطي في الدول ذات التعليم النسائي الجيد.
و هناك أيضا فوائد تتعلق بدور المرأة في الأسرة، ووجد بأن النساء المتعلمات يتعرضن أقل للعنف الأسري بغض النظر عن المؤشرات الآخرى لحالة المجتمع كالحالة الوظيفية، وكما انهن يشاركن أكثر في اتخاذ قرارات الأسرة ويقررن اتخاذ المزيد من القرارات خلال فترة زمنية معينة، وهذه الفوائد على وجه الخصوص تمتد إلى قرارات اقتصادية، وبالإضافة إلى القيمة الجوهرية المترتبة على زيادة توظيف المرأة، فوجود نساء يلعبن دورا أكثر نشاطا في الأسرة يجلب أيضا منافع اجتماعية لأفراد الأسرة، فعندما تكون الأم متعلمة في الأسرة فإن أطفال الأسرة وخاصة الفتيات يتعلمون في المدارس، بينما في الأسر ذات الأم الغير متعلمة، يمكن لبرامج محو أمية الكبار أن تساعد في تعليم الأمهات قيمة التعليم بطريقة غير مباشرة وتشجيعهن على تسجيل أطفالهن في المدرسة، ولأطفال الأم المتعلمة أيضا عدة فوائد تفوق فوائد الأب المتعلم وتشمل معدلات حياة عالية وتغذية أفضل.

## حدود الأثر
هناك بعض الحالات التي يكون فيها تعليم المرأة ذو تأثير أقل على التنمية. اقتصاديا، فوائد الاستثمار في المرأة هي أقل بكثير في المناطق التي تواجه مستويات عالية من الفقر، وأيضا في بعض الحالات يكون التعليم الذي يتلقينه النساء أقل جودة بكثير من التعليم الذي يتلقاه الرجال مما يقلل من فعاليته، ويمكن أن يرافق هذه الظاهرة ما يسمى بالمنهج الخفي في المدارس، حيث يتم تعزيز قيم معينة والمبالغة في تفضيل الرجال والذي يمكن أن يتسبب في استغناء النساء المتعلمات لفرص اقتصادية من أجل وظائف تقليدية نسائية ذات أجر منخفض واقتصاد فقير وعواقب اجتماعية، وهناك أيضا حالات يساعد فيها تعليم المرأة على التنمية بالمستوى الكلي، ولكنها غير فعالة للأسرة. في بعض المجتمعات يتزوجن النساء ويتركن أسرهن على عكس الرجال حيث يبقون ويرعون آبائهم، ففهي هذه الحالة يكون الإستثمار في الأبناء أكثر قيمة للأباء، بالإضافة إلى أنه في حين أن الاستثمار في تعليم المرأة لديه عائد إجمالي أعلى عند النظر إلى جميع مستويات التعليم، واتضح بأن الاستثمار في المدارس الابتدائية للرجال لديه معدل عائد أعلى.
وهذا يحفز العائلات التي تخطط لإرسال أطفالها فقط إلى المدرسة الابتدائية، للاستثمار في تعليم الأبناء أكثر من تعليم البنات، ومن الناحية الاجتماعية الأدوار الاجتماعية بين الجنسين قد تقلل من قدرة تعليم المرأة لتحسين المساواة بين الجنسين، هذا هو الحال عندما ينظر لتعليم المرأة من الناحية الثقافية بأنه فقط أداة تجعل النساء زوجات أكثر جاذبية.
ولا يدّعي بعض الباحثون أن تعليم المرأة له تأثير بنسبة ضئيلة على التنمية، ولكنهم بدلا من ذلك يقومون بالتساؤل عن منهجيات البحث ليشككوا أن له تأثير كبير، وواحدة من المشاكل التي يواجها الباحثون هي صعوبة مقارنة مستويات التعليم، وقد يكون المحتوى التعليمي مختلفا جدا في دولتين مختلفتين لهما نفس عدد سنوات الدراسة، وبالمثل، ما يسمى في بلد مختلف بـ «المدرسة الابتدائية» قد يختلف على النطاق الواسع. وأيضا، في حين توجد معلومات شاملة عن التعليم في الدول المتقدمة، تكون البيانات متوفرة فقط لعدد قليل من البلدان النامية وذلك يدعو إلى التساؤل حول مدى إمكانية تعميم النتائج لجميع البلدان النامية، بالإضافة إلى ذلك، في حين أن الفوائد الاقتصادية البحتة هي غير مثيرة للجدل نسبيا، هناك بعض التناقض حول كيفية قياس المنافع الاجتماعية، مع وجود بعض التباين بين الدراسات.

## أنظر أيضا إلى
- نظرية القدرة
- تأنيث الفقر
- مساواة بين الجنسين
- فقر
- قيرل إيفيكت